# Аделькино
Аделькино (баш. Аделькин) — село в Белебеевском районе Башкортостана, входит в состав Ермолкинского сельсовета.

## Географическое положение
Расстояние до:
- районного центра (Белебей): 12 км,
- центра сельсовета (Ермолкино): 4 км,
- ближайшей ж/д станции (Аксаково): 22 км.

## История
Село основано выходцами из деревни Балдаево Ядринского уезда.

## Население
| 2002 | 2009 | 2010 |
| ---- | ---- | ---- |
| 281  | ↗321 | ↘304 |

### Национальный состав
Согласно переписи 2002 года, преобладающая национальность — чуваши (90 %).

## Известные уроженцы
- Никифоров, Юрий Никифорович (1934—2012) — советский и российский политолог и историк. Доктор исторических наук.
- Яковлев, Валериан Иванович (род. 2 мая 1932) — советский и российский учёный в области магнитной гидродинамики и механики сплошных сред. Доктор физико-математических наук[6].